# Osiedle Skarpa (Siedlce)

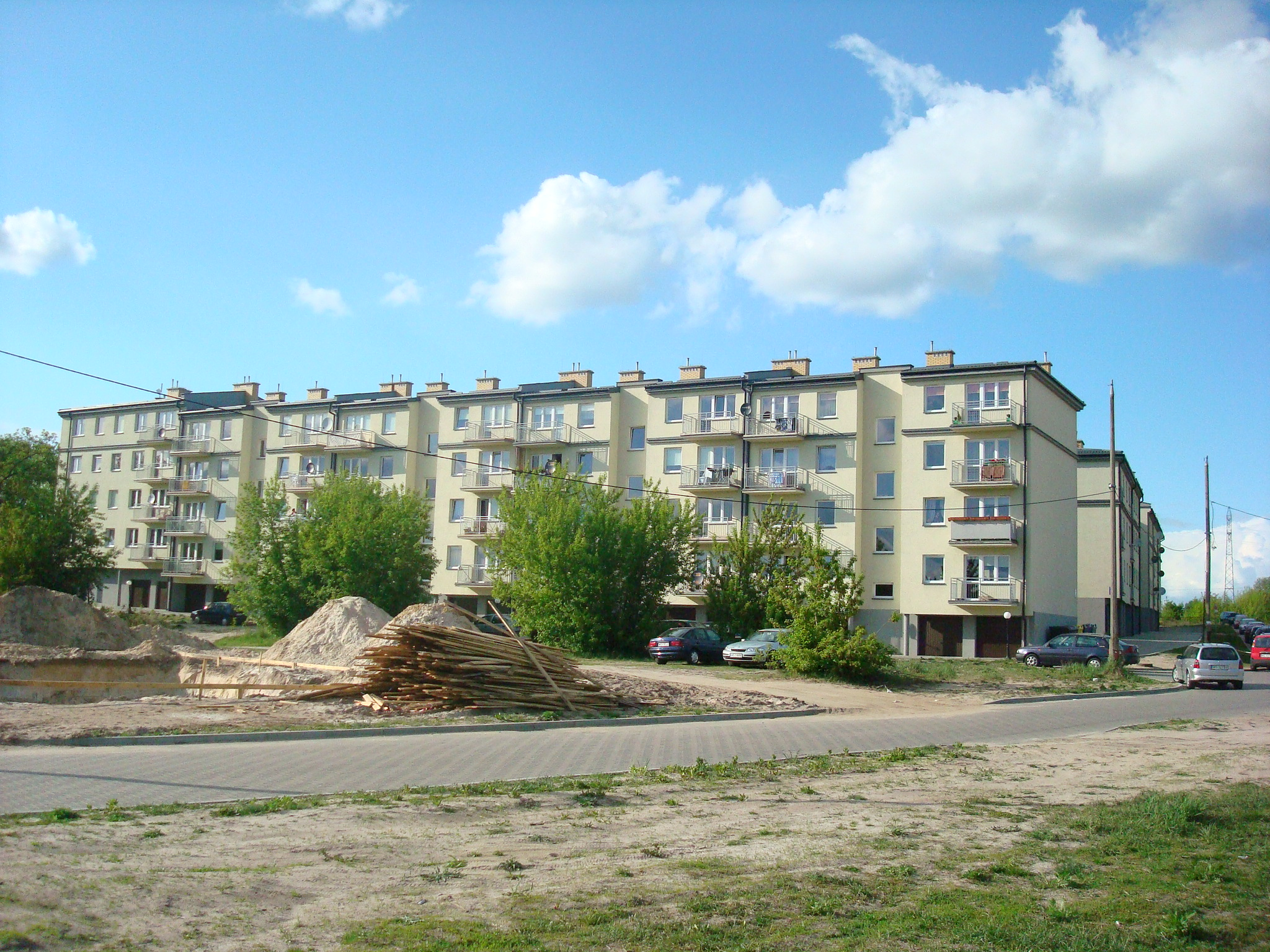
Osiedle Skarpa

Os. Skarpa – osiedle mieszkaniowe w Siedlcach, leży w zachodniej części miasta (przy ul. Dylewicza). Budowę osiedla rozpoczęto na początku 2006, zakończenie budowy Osiedla Skarpa II nastąpiło w 2011 rok. Osiedle zajmuje obszar ok. 5 ha i w całości zabudowane jest blokami (4-piętrowymi).

## Położenie
Osiedle znajduje się pomiędzy ulicami:
- T. Zieleniewskiego (od północy),
- M. Żyburowej (od południa),
- M. Piotrowskiego (od wschodu),
- I. Daszyńskiego (od zachodu).

Osiedle graniczy z:
- domami jednorodzinnymi (od wschodu i południa),
- Os. Panorama (od zachodu),
- torami PKP (od północy).

## Ważniejsze obiekty
- Kaplica błogosławionych Męczenników Podlaskich
- Przystanek kolejowy Siedlce Zachodnie
- Market "Marysieńka"
- Przedszkole katolickie